# Thomas Drouot
Pour les articles homonymes, voir Drouot (homonymie).
Thomas Drouot, né le 18 juillet 1983, à Paris, en France, est un entraîneur de basket-ball français.

## Biographie
Thomas Drouot intègre le Paris-Levallois à sa sortie de formation STAPS. Après plusieurs années en tant que formateur, il devient adjoint de Gregor Beugnot en 2013.
Il quitte Paris-Levallois pour devenir entraîneur du Havre pour la saison 2015-2016.
À la suite de la relégation du club en Pro B, il est libéré de son contrat avec le club normand et rejoint Orléans au poste d'adjoint de Pierre Vincent pour la saison 2016-2017. Après la mise à pied de ce dernier, Thomas Drouot devient entraîneur principal de l'équipe d'Orléans, en début d'année 2017, et débute à cette responsabilité par une victoire à Dijon. En 2022, il est écarté à Tours NM1 et remplacé par Valérie Garnier.
En mars 2025, Laurent Vila, entraîneur de la SIG Strasbourg est limogé. Drouot qui est son adjoint, devient entraîneur intérimaire.

## Palmarès
- Champion de France Espoirs 2011
- Meilleur entraîneur des Centres de formation